# Château-d’Œx
Château-d’Œx település Svájc Vaud kantonjában.

## Történelem
Először 1115-ben említik Oit, Oyz, Oix és Oyez néven.

## Demográfia
Lakosainak száma 3459 fő (2018. december 31.). A 2010–2019 közötti időszakban a lakossága 7 %-kal nőtt.

### Népességváltozás
A település népességének változása történelmi viszonylatban:

## Galéria

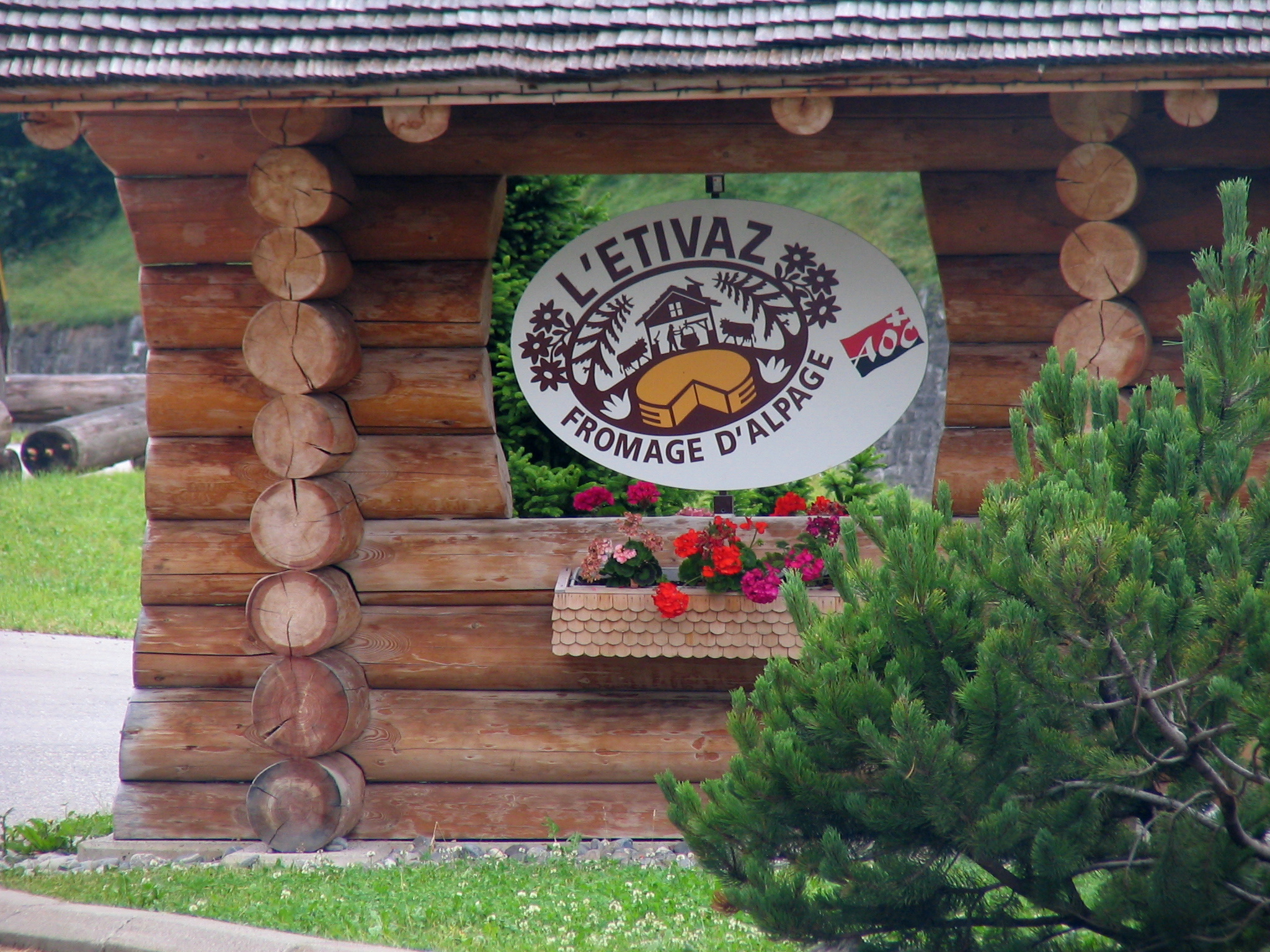
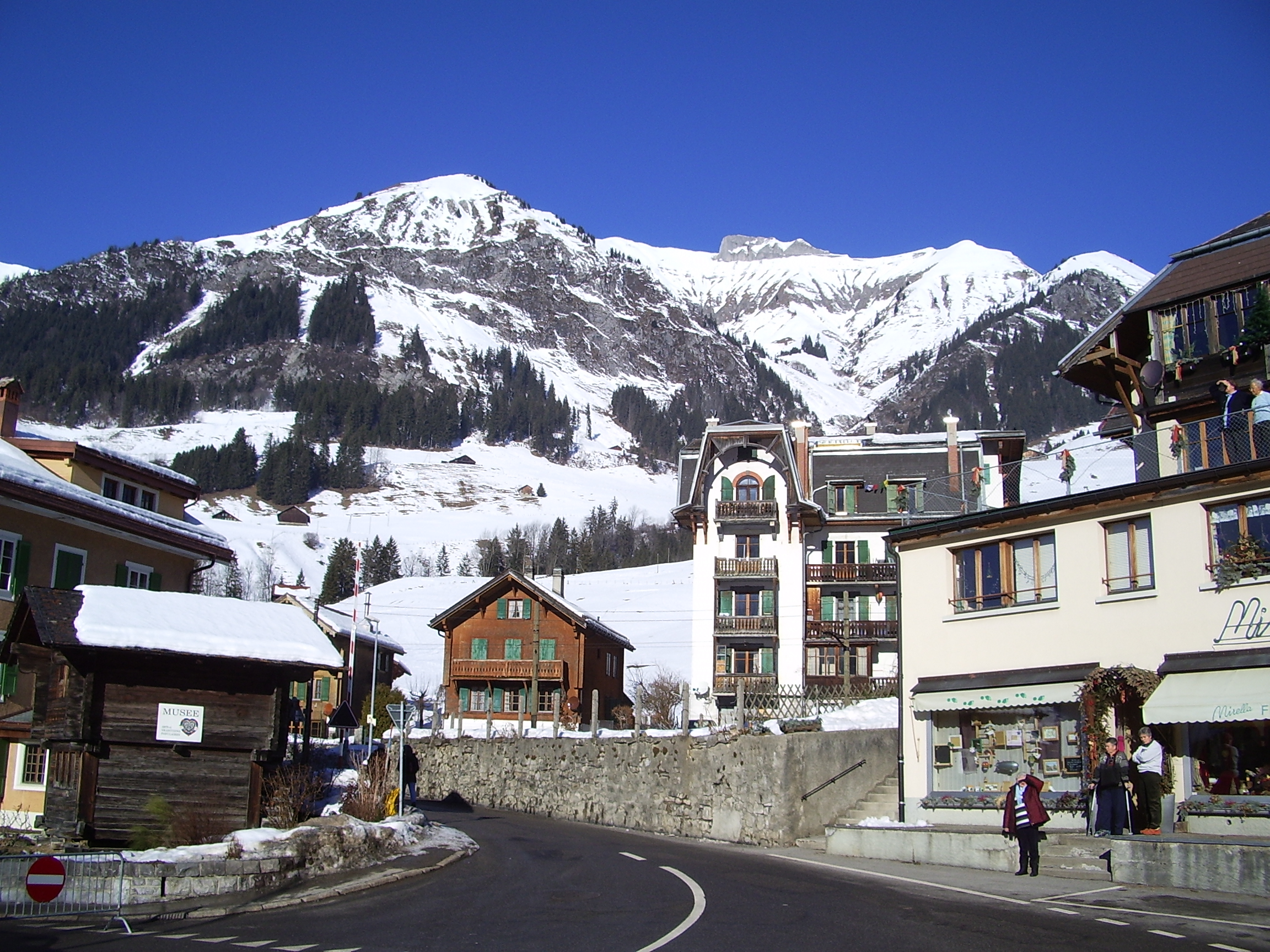
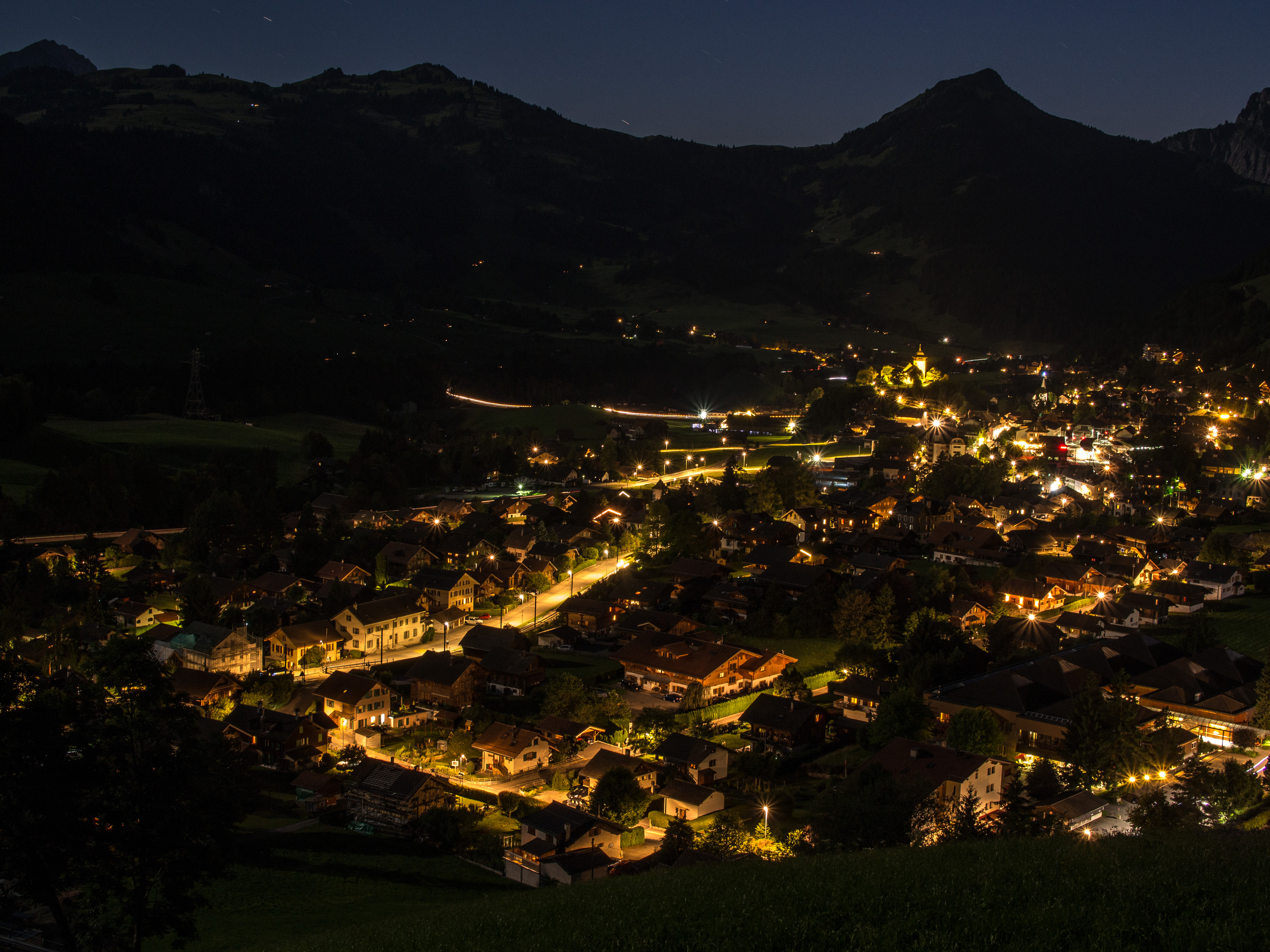
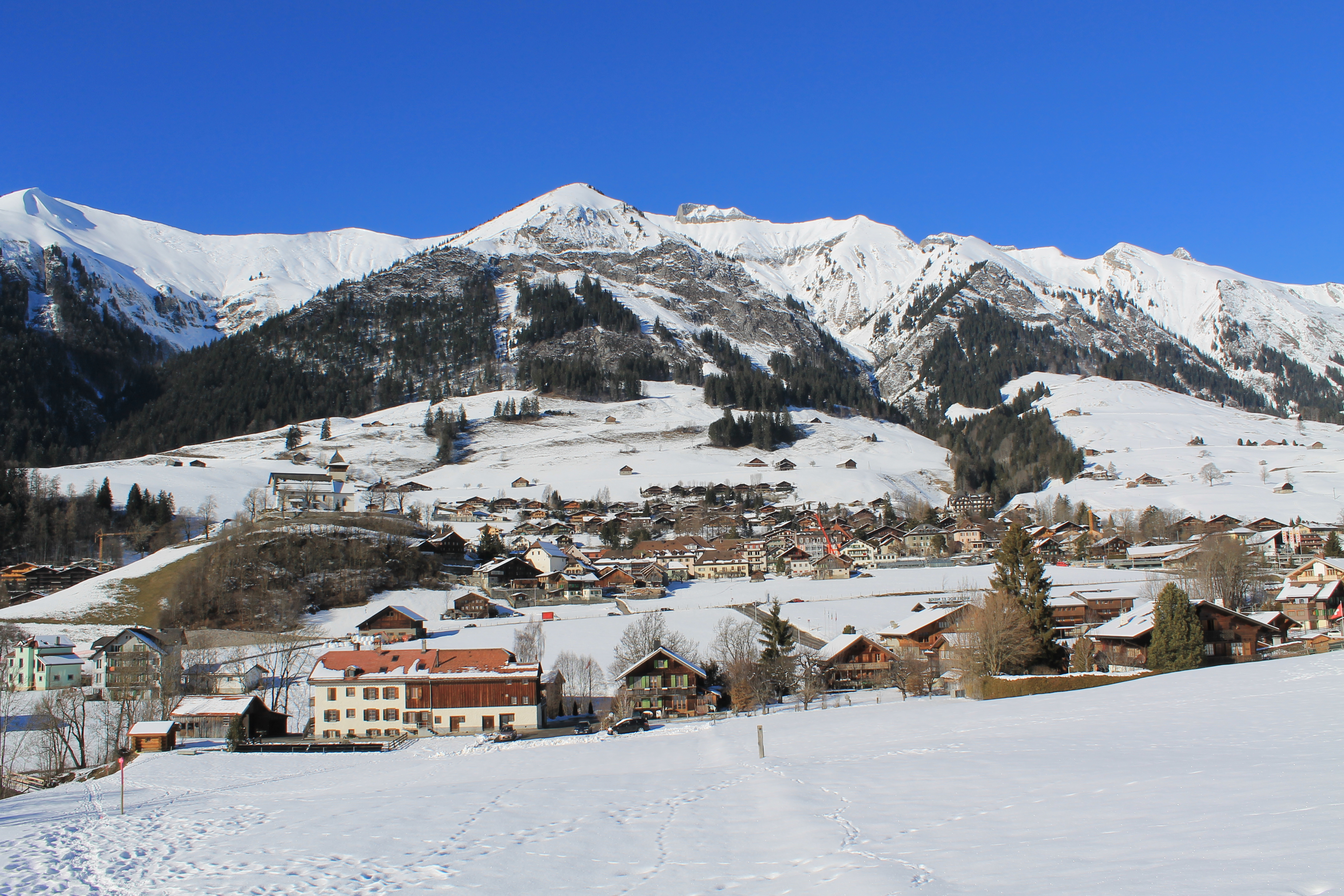
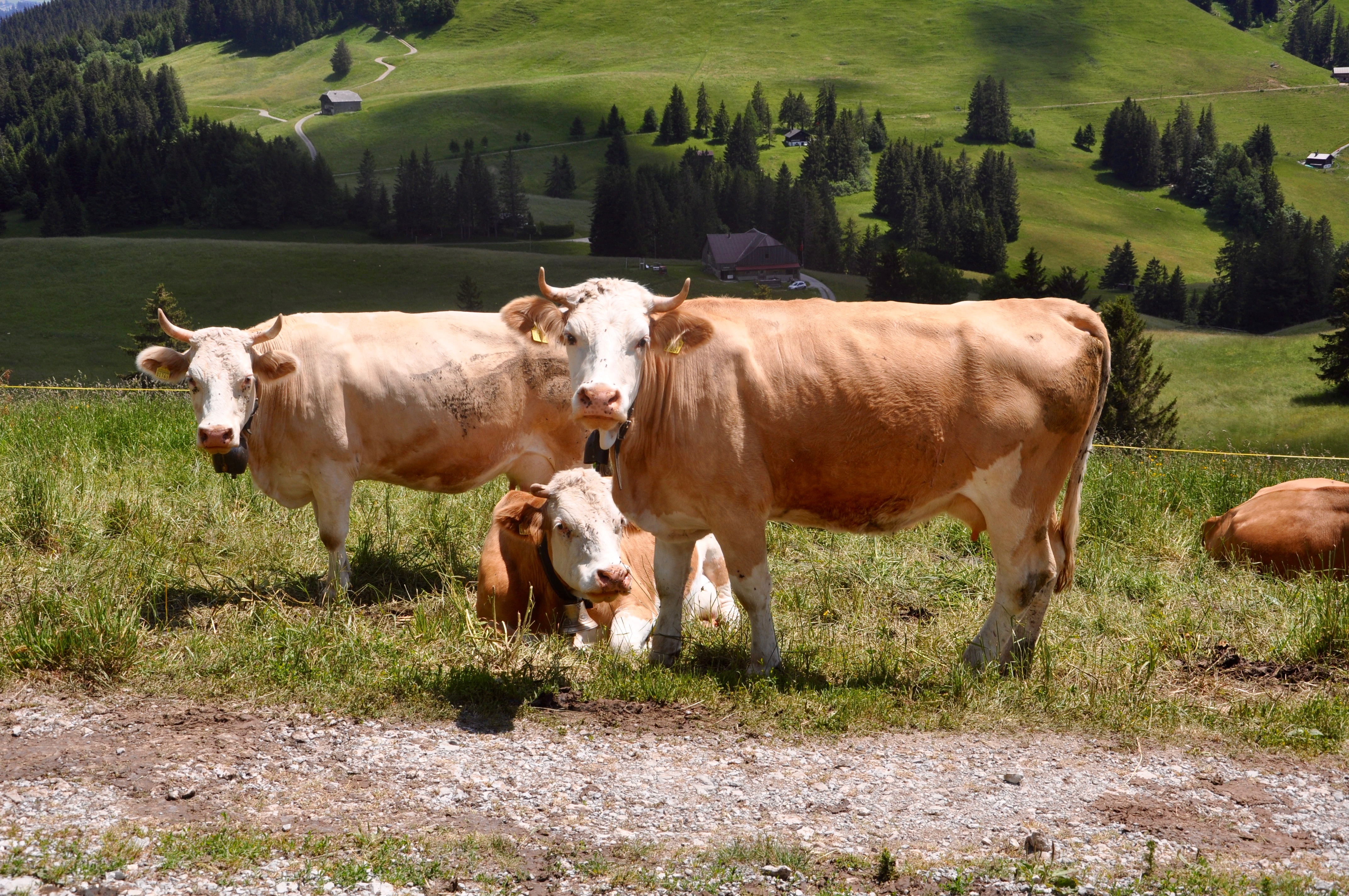
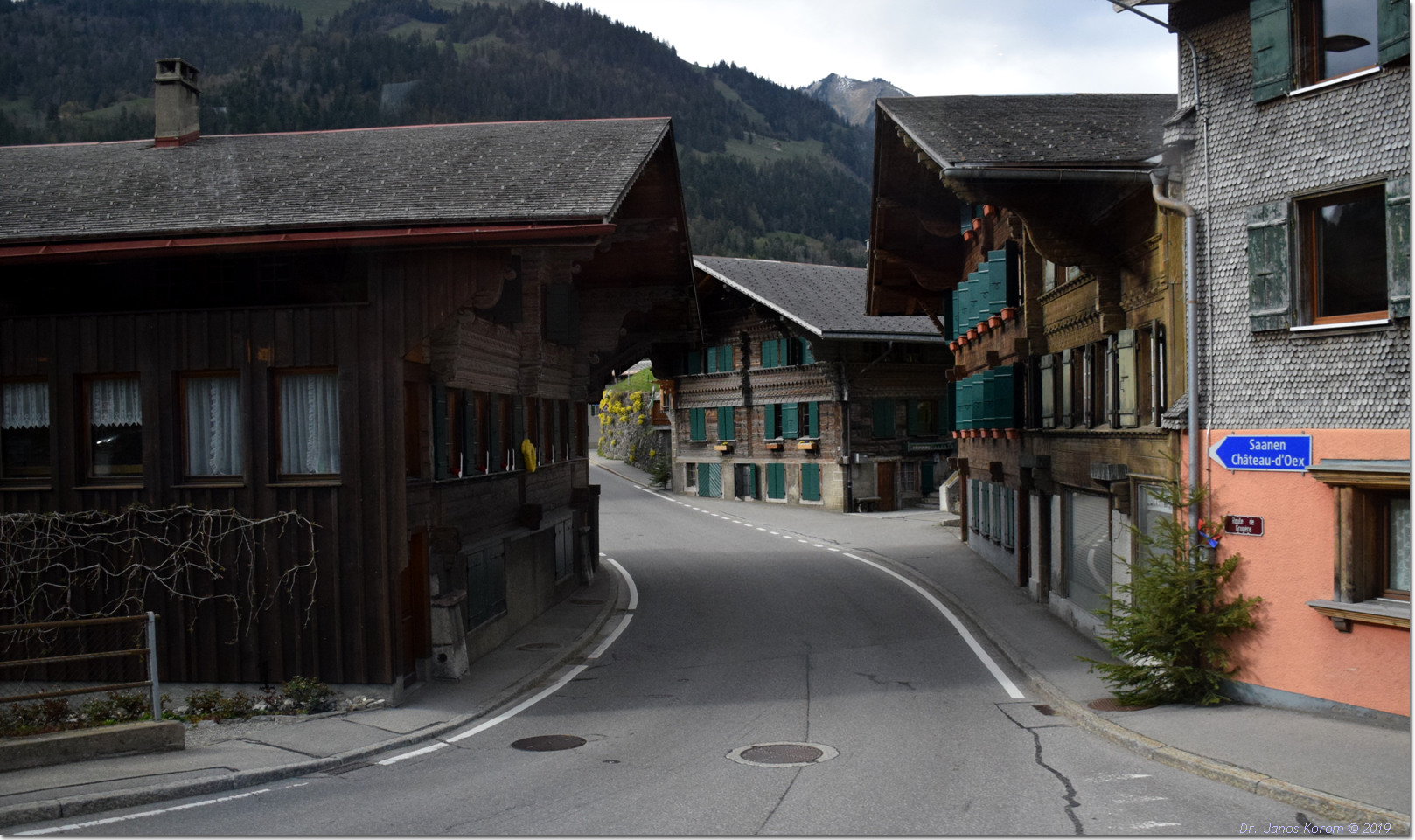